# Джей (Вермонт)
Джей (англ. Jay) — місто (англ. town) в США, в окрузі Орлінс штату Вермонт. Населення — 551 особа (2020).

## Демографія
Згідно з переписом 2010 року, у місті мешкала 521 особа в 223 домогосподарствах у складі 142 родин. Було 685 помешкань
Расовий склад населення:
| - 96,9 % — білих - 0,8 % — корінних американців - 0,6 % — чорних або афроамериканців - 0,6 % — азіатів |

До двох чи більше рас належало 1,2 %. Частка іспаномовних становила 0,6 % від усіх жителів.
За віковим діапазоном населення розподілялося таким чином: 22,5 % — особи молодші 18 років, 65,0 % — особи у віці 18—64 років, 12,5 % — особи у віці 65 років та старші. Медіана віку мешканця становила 41,3 року. На 100 осіб жіночої статі у місті припадало 109,2 чоловіків;  на 100 жінок у віці від 18 років та старших — 112,6 чоловіків також старших 18 років.
Середній дохід на одне домашнє господарство  становив 70 979 доларів США (медіана — 53 750), а середній дохід на одну сім'ю — 82 059 доларів (медіана — 73 958). Медіана доходів становила 36 875 доларів для чоловіків та 33 750 доларів для жінок. За межею бідності перебувало 11,8 % осіб, у тому числі 10,8 % дітей у віці до 18 років та 14,3 % осіб у віці 65 років та старших.
Цивільне працевлаштоване населення становило 375 осіб. Основні галузі зайнятості: мистецтво, розваги та відпочинок — 29,9 %, освіта, охорона здоров'я та соціальна допомога — 16,3 %, будівництво — 15,7 %.